# Mark Stephen Harvey
Mark Stephen Harvey (abreviado Harvey) (n. 1959) es un aracnólogo australiano.
Diplomado por la Universidad de Monash, es Senior Curator del Department of Terrestrial Invertebrates del Western Australian Museum.

## Algunos taxones descritos
- Anepsiozomus Harvey, 2001
- Anepsiozomus harteni Harvey, 2006
- Anepsiozomus sobrinus Harvey, 2001
- Apozomus Harvey, 1992
- Apozomus alligator Harvey, 1992
- Apozomus cactus Harvey, 1992
- Apozomus eberhardi Harvey, 2001
- Apozomus gerlachi Harvey, 2001
- Apozomus gunn Harvey, 1992
- Apozomus howarthi Harvey, 2001
- Apozomus pellew Harvey, 1992
- Apozomus rupina Harvey, 1992
- Apozomus volschenki Harvey, 2001
- Apozomus watsoni Harvey, 1992
- Apozomus weiri Harvey, 1992
- Apozomus yirrkala Harvey, 1992
- Attenuizomus Harvey, 2000
- Attenuizomus baroalba Harvey, 2000
- Attenuizomus cuttacutta Harvey, 2000
- Attenuizomus mainae  (Harvey, 1992)
- Attenuizomus radon  (Harvey, 1992)
- Bamazomus Harvey, 1992
- Bamazomus aviculus Harvey, 2001
- Bamazomus bamaga Harvey, 1992
- Bamazomus hunti Harvey, 2001
- Bamazomus subsolanus Harvey, 2001
- Bamazomus vespertinus Harvey, 2001
- Bamazomus weipa Harvey, 1992
- Brignolizomus Harvey, 2000
- Brignolizomus nob  (Harvey, 1992)
- Brignolizomus walteri Harvey, 2000
- Brignolizomus woodwardi Harvey, 2000
- Cavisternum Baehr, Harvey & Smith, 2010
- Cavisternum bagleyae Baehr, Harvey & Smith, 2010
- Cavisternum barthorum Baehr, Harvey & Smith, 2010
- Cavisternum bertmaini Baehr, Harvey & Smith, 2010
- Cavisternum carae Baehr, Harvey & Smith, 2010
- Cavisternum clavatum Baehr, Harvey & Smith, 2010
- Cavisternum digweedi Baehr, Harvey & Smith, 2010
- Cavisternum ewani Baehr, Harvey & Smith, 2010
- Cavisternum foxae Baehr, Harvey & Smith, 2010
- Cavisternum gatangel Baehr, Harvey & Smith, 2010
- Cavisternum heywoodi Baehr, Harvey & Smith, 2010
- Cavisternum hughesi Baehr, Harvey & Smith, 2010
- Cavisternum ledereri Baehr, Harvey & Smith, 2010
- Cavisternum maxmoormanni Baehr, Harvey & Smith, 2010
- Cavisternum mayorum Baehr, Harvey & Smith, 2010
- Cavisternum michaelbellomoi Baehr, Harvey & Smith, 2010
- Cavisternum noelashepherdae Baehr, Harvey & Smith, 2010
- Cavisternum rochesterae Baehr, Harvey & Smith, 2010
- Cavisternum toadshow Baehr, Harvey & Smith, 2010
- Cavisternum waldockae Baehr, Harvey & Smith, 2010
- Draculoides Harvey, 1992
- Draculoides bramstokeri Harvey & Humphreys, 1995
- Draculoides brooksi Harvey, 2001
- Draculoides julianneae Harvey, 2001
- Draculoides mesozeirus Harvey, Berry, Edward & Humphreys, 2008
- Draculoides neoanthropus Harvey, Berry, Edward & Humphreys, 2008
- Draculoides vinei (Harvey, 1988)
- Enigmazomus Harvey, 2006
- Enigmazomus eruptoclausus Harvey, 2006
- Epiocheirata Harvey, 1992
- Geogarypus rhantus Harvey, 1981
- Grymeus Harvey, 1987
- Grymeus barbatus Harvey, 1987
- Grymeus robertsi Harvey, 1987
- Grymeus yanga Harvey, 1987
- Iocheirata Harvey, 1992
- Julattenius Harvey, 1992
- Julattenius cooloola Harvey, 1992
- Julattenius lawrencei Harvey, 1992
- Larcidae Harvey, 1992
- Mahezomus Harvey, 2001
- Mahezomus apicoporus Harvey, 2001
- Mumaella Harvey, 2002
- Notozomus Harvey, 1992
- Notozomus aterpes Harvey, 1992
- Notozomus boonah Harvey, 2000
- Notozomus bronwenae Harvey, 2000
- Notozomus curiosus Harvey, 2000
- Notozomus daviesae Harvey, 1992
- Notozomus elongatus Harvey, 2000
- Notozomus faustus Harvey, 2000
- Notozomus ingham Harvey, 1992
- Notozomus jacquelinae Harvey, 2000
- Notozomus ker Harvey, 1992
- Notozomus majesticus Harvey, 2000
- Notozomus maurophila Harvey, 2000
- Notozomus monteithi Harvey, 1992
- Notozomus raveni Harvey, 1992
- Notozomus rentzi Harvey, 1992
- Notozomus spec  (Harvey, 1992)
- Notozomus wudjl Harvey, 1992
- Ovozomus Harvey, 2001
- Paradraculoides Harvey, Berry, Edward & Humphreys, 2008
- Paradraculoides anachoretus Harvey, Berry, Edward & Humphreys, 2008
- Paradraculoides bythius Harvey, Berry, Edward & Humphreys, 2008
- Paradraculoides gnophicola Harvey, Berry, Edward & Humphreys, 2008
- Paradraculoides kryptus Harvey, Berry, Edward & Humphreys, 2008
- Parahyidae Harvey, 1992
- Paratemnoides Harvey, 1991
- Peza Harvey, 1990
- Peza ops Harvey, 1990
- Peza daps Harvey, 1990
- Pezidae Harvey, 1990
- Secozomus latipes Harvey, 2001
- Simonoonops Harvey, 2002
- Thenmus Harvey in Harvey & Muchmore, 1990

## Algunas publicaciones
- Harvey, M.S., Leng, M.C. 2008. The first troglomorphic pseudoscorpion of the family Olpiidae (Pseudoscorpiones), with remarks on the composition of the family. Records of the Western Australian Museum 24: 379-386
- Harvey, M.S., Leng, M.C. 2008. Further observations on Ideoblothrus (Pseudoscorpiones: Syarinidae) from subterranean environments in Australia. Records of the Western Australian Museum 24: 379-386
- Ott, R., Harvey, M.S. 2008. A new species of Xestaspis (Araneae: Oonopidae) from the arid zone of Western Australia. Records of the Western Australian Museum 24: 337-342
- Ott, R., Harvey, M.S. 2008. A new species of Pelicinus from the Pilbara region of Western Australia (Araneae: Oonopidae). Arthropoda Selecta 17: 81-85
- Rix, M.G., Harvey, M.S., Roberts, J.D. 2008. Molecular phylogenetics of the spider family Micropholcommatidae (Arachnida: Araneae) using nuclear rRNA genes (18S and 28S). Molecular Phylogenetics and Evolution 46: 1031-1048
- Harvey, 2003 : Catalogue of the smaller arachnid orders of the world: Amblypygi, Uropygi, Schizomida, Palpigradi, Ricinulei and Solifugae. CSIRO Publishing, Melbourne, p. 1-385.
- Harvey, 1991 : Catalogue of the Pseudoscorpionida. Manchester University Press, Manchester, pp. 1-726

## Abreviatura (zoología)
La abreviatura Harvey  se emplea para indicar a Mark Stephen Harvey como autoridad en la descripción y taxonomía en zoología.